# George McClellan
Pour les articles homonymes, voir McClellan.
George Brinton McClellan, né le 3 décembre 1826
à Philadelphie (Pennsylvanie) et mort le 29 octobre 1885 à Orange (New Jersey), est un militaire américain, major-général durant la guerre de Sécession.
Il est à la tête de l'armée du Potomac et sert brièvement, de novembre 1861 à mars 1862, en tant que commandant en chef de l'armée de l'Union. Au tout début de la guerre, après la défaite subie par l'Union à la première bataille de Bull Run, McClellan apparaît comme le général le plus compétent et joue un rôle important en organisant et en formant l'armée de l'Union. Méticuleux dans sa planification et ses préparatifs, McClellan apparaît souvent paralysé lorsqu'il s'agit d'affronter des opposants agressifs dans un environnement changeant comme celui du champ de bataille. Il surestime de manière chronique la force des unités ennemies et est peu disposé à engager son armée entière, laissant souvent une grande partie de ses troupes en réserve à des moments décisifs, c'est pourquoi on lui donna le surnom de "Little Mac".
En 1862, la campagne de la Péninsule conçue par McClellan commence bien mais se solde finalement par un échec. Il échoue à s'emparer de Richmond, la capitale confédérée, et se trouve obligé de se replier face aux attaques de l'armée du général Robert Lee lors de la bataille des Sept Jours. Sa performance à la sanglante bataille d'Antietam met un terme à l'invasion du Maryland par Lee, mais il laisse ce dernier s'échapper et éviter la destruction de son armée. Les compétences de McClellan au combat sont mises en doute par le président américain Abraham Lincoln, qui finit par lui retirer son commandement, d'abord comme général en chef, puis de l'Armée du Potomac. L'état d'esprit de Lincoln vis-à-vis de McClellan est saisi dans la dépêche qu'il lui envoie dans un moment de frustration : « Si le général McClellan ne compte pas se servir de l'armée, je souhaiterais la lui emprunter pour un temps ». Malgré ces critiques, « Little Mac » reste, parmi la troupe, le plus populaire des généraux de l'Union, en raison de l'attention qu'il porte aux conditions de vie des troupes et à une stratégie visant toujours à épargner la vie de ses soldats.
Après avoir été relevé de son commandement, McClellan devient le candidat démocrate à l'élection présidentielle de 1864, élection à laquelle il échoue face à Abraham Lincoln. De 1878 à 1881, il devient le 24e gouverneur du New Jersey. Il laisse des écrits défendant son action pendant la campagne de la Péninsule et plus généralement, pendant la guerre civile.
La grande majorité des auteurs contemporains juge que McClellan a été un général médiocre sur le champ de bataille, mais quelques historiens soutiennent qu'il fut un commandant compétent, doté de talents d'organisateur et dont la réputation a été salie par des partisans de Lincoln à la recherche d'un bouc émissaire pour expliquer les revers de l'Union. Il n'en reste pas moins un officier timoré enclin à la circonspection voire à la pusillanimité.

## Jeunesse et carrière
McClellan est né à Philadelphie (Pennsylvanie), le 3 décembre 1826. Il est le fils du Dr George McClellan, éminent ophtalmologiste, et fondateur du Jefferson Medical College. Sa mère, Elizabeth Steinmetz Brinton McClellan, issue d'une famille de Pennsylvanie, est connue pour son « considérable charme et raffinement ». Le couple a cinq enfants : une fille, Frederica ; puis trois fils, John, George, et Arthur ; et une seconde fille, Mary. George est le petit-fils du général de la guerre d'indépendance Samuel McClellan de Woodstock (Connecticut). Il fréquente d'abord l'Université de Pennsylvanie en 1840 à l'âge de 13 ans, se résignant lui-même à l'étude du droit. Après deux ans, il change d'ambition pour rejoindre le service militaire. Muni d'une lettre de son père adressée au président John Tyler, le jeune George est admis à l'Académie militaire de West Point en 1842, par exception aux conditions habituelles concernant l'âge minimal, alors fixé à 16 ans.
À West Point, il est un élève énergique et ambitieux, profondément intéressé par les enseignements de Dennis Hart Mahan et les principes théoriques stratégiques d'Antoine de Jomini. Ses plus proches amis sont des aristocrates sudistes tels que James Stuart, Dabney Maury, Cadmus Wilcox, et Ambrose Powell Hill. Ces fréquentations offrent à McClellan ce qu'il considère être une appréciation de l'esprit du Sud, une compréhension des implications politiques et militaires des divergences régionales aux États-Unis, qui ont mené à la guerre civile. Il est diplômé en 1846, second d'une promotion de 59 élèves, laissant la première place à Charles Seaforth Stewart, plus talentueux que lui en dessin. Il reçoit un brevet de sous-lieutenant dans le corps du génie de l'armée des États-Unis,.

### Guerre américano-mexicaine
La première affectation de McClellan lui fait intégrer une société d'ingénieurs formés à West Point ; mais il reçoit rapidement l'ordre de prendre la mer pour participer à la guerre américano-mexicaine qui vient de débuter. Il arrive près de l'embouchure du Río Grande en octobre 1846, bien préparé à l'action, armé d'un fusil de chasse à deux coups, de deux pistolets, d'un sabre, d'un sabre d'honneur, et d'un couteau Bowie. Il se plaint d'être arrivé trop tard pour prendre part à la victoire américaine de Monterrey en septembre 1846. Au cours d'un armistice temporaire forçant les troupes du général Zachary Taylor à l'inaction, McClellan est frappé de la dysenterie et du paludisme, ce qui l'oblige à rester à l'hôpital pendant près d'un mois. Le paludisme réapparaissant dans les années suivantes, il l’appelle sa « maladie du Mexique ». Il sert avec bravoure comme officier du génie pendant la guerre, exposé aux tirs ennemis, et obtient le brevet de premier-lieutenant pour les batailles de Contreras et Churubusco et de capitaine pour la bataille de Chapultepec. Il effectue des missions de reconnaissance pour le lieutenant général Winfield Scott, un ami intime de son père.
Les expériences de McClellan pendant la guerre affecteront sa carrière militaire et politique ultérieure. Il apprend à apprécier la valeur des mouvements d'accompagnement au cours des assauts frontaux (utilisés par Scott à Cerro Gordo), ainsi que la valeur des opérations de siège à Veracruz. Il est témoin du travail de Scott pour équilibrer le politique et les affaires militaires, et de ses bonnes relations avec les populations civiles des territoires envahis, faisant respecter une discipline stricte à ses soldats pour minimiser les dommages de guerre. McClellan développe une aversion pour les soldats volontaires et les officiers « politiques » qui négligent la discipline et la formation.

### Service en temps de paix
McClellan retourne à West Point pour diriger sa compagnie d'ingénierie, laquelle a été rattachée à l'académie dans l'intention de former les cadets aux activités d'ingénierie. Il est irrité par la vie de garnison en temps de paix, mais apprécie de socialiser avec ses camarades. En juin 1851, on le fait venir au Fort Delaware, en cours de construction sur une île du fleuve Delaware, à 64 km en aval de Philadelphie. En mars 1852, on lui ordonne de se présenter au capitaine Randolph B. Marcy à Fort Smith (Arkansas), pour y servir en tant que commandant en second d'une expédition visant à découvrir les sources de la rivière Rouge. En juin, l'expédition atteint la source de la fourche nord de la rivière, et Marcy nomme un petit affluent McClellan's Creek. De retour à la civilisation, le 28 juillet, les membres de l'expédition sont étonnés d'apprendre qu'ils ont été donnés pour morts, la presse ayant relayé la nouvelle que l'expédition, prise en embuscade par 2 000 Comanches, avait été anéantie.
À l'automne 1852, McClellan publie un manuel sur les tactiques à baïonnette qu'il a traduit du français. Il reçoit une affectation au Département du Texas, avec l'ordre de rédiger un catalogue des rivières et des ports du Texas. En 1853, il participe au Pacific Railroad Surveys organisé par le secrétaire à la Guerre Jefferson Davis, pour sélectionner un tracé adéquat pour le futur chemin de fer transcontinental. McClellan est chargé d'inspecter le corridor nord, le long des 47e et 49e parallèles, de Saint Paul (Minnesota) à Puget Sound. Durant cette mission, il fait preuve d'insubordination envers des personnalités politiques. Isaac Stevens, gouverneur du territoire de Washington, est mécontent de ses travaux de reconnaissance des cols qui passent dans la chaîne des Cascades. McClellan choisit en effet le Yakima Pass sans une reconnaissance approfondie et refuse d'explorer le col dans des conditions hivernales, en se fiant à des informations erronées sur la profondeur du manteau neigeux dans la région. Enfin, il ignore les trois cols qui serviront, finalement, au passage du chemins de fer et à celui de l'Interstate highway. Le gouverneur ordonne à McClellan de lui remettre les registres de son expédition, mais ce dernier refuse catégoriquement, probablement en raison des commentaires personnels embarrassants dont ils sont parsemés.
De retour sur la côte Est, McClellan commence à courtiser Mary Ellen Marcy (1836-1915), la fille de son ancien commandant. Celle-ci refuse la première proposition de mariage de McClellan — l'une des neuf qu'elle a reçu de différents prétendants, dont Ambrose Powell Hill ancien camarade de West Point de McClellan. En 1856, Ellen accepte enfin la proposition de Hill, mais sa famille ne l'approuvant pas, il la retire.
En juin 1854, à la demande de Jefferson Davis, McClellan est envoyé en mission de reconnaissance secrète à Saint-Domingue, où il évalue les défenses locales. Les renseignements ne seront pas utilisés avant 1870, lorsque le président Ulysses S. Grant tentera, en vain, d'annexer la République dominicaine. Davis traite désormais McClellan quasiment comme un protégé, et son affectation suivante consiste en l'évaluation de l'état logistique des différents chemins de fer aux États-Unis, toujours dans l'optique de planifier le chemin de fer transcontinental. En mars 1855, McClellan est promu au grade de capitaine et affecté au 1er régiment de cavalerie des États-Unis.
En 1855, en raison de ses relations politiques et sa maîtrise du français, McClellan devient observateur officiel des armées européennes pendant la guerre de Crimée. Voyageant beaucoup, et fréquentant les autorités militaires et les familles royales, McClellan observe le siège de Sébastopol. En 1856, de retour aux États-Unis, il obtient une affectation à Philadelphie en vue de préparer son rapport, qui contient une analyse du siège et une longue description de l'organisation des armées européennes. Il écrit également un manuel tactique de cavalerie en se basant sur les dispositions de la cavalerie russe. McClellan, comme les autres observateurs de la guerre de Crimée, sous-estimera tragiquement l'apparition du fusil à canon rayé et l'impact de cette nouveauté sur les tactiques employées pendant la guerre de Sécession à venir.
L'Armée adopte le manuel de cavalerie de McClellan, ainsi que son modèle de selle (en 1859) (la « selle McClellan »), qui devient la norme.

### Occupations civiles

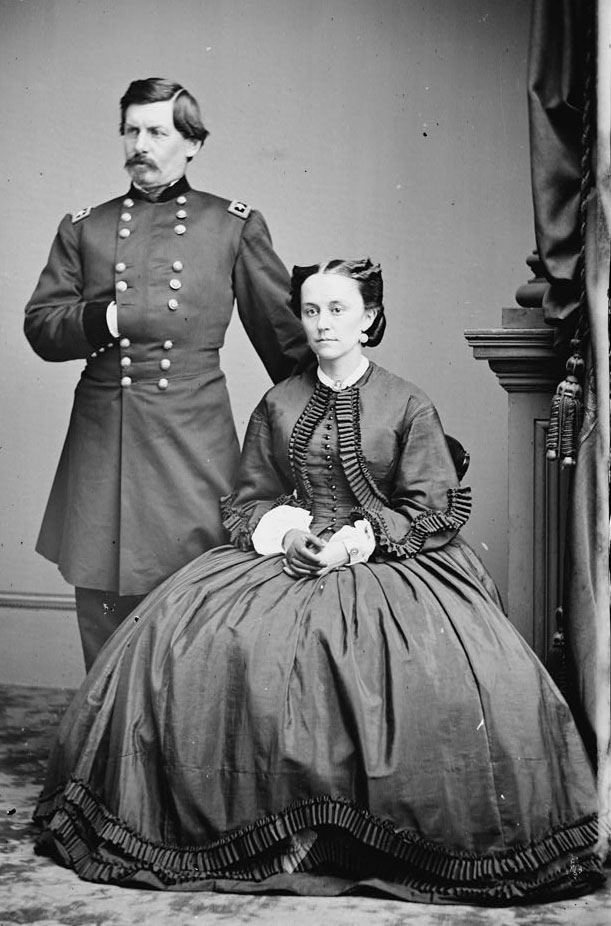
George B. McClellan et Ellen Mary Marcy McClellan, son épouse.

McClellan démissionne de sa commission le 16 janvier 1857, et, capitalisant sur son expérience du chemin de fer, devient ingénieur en chef, vice-président de l'Illinois Central Railroad et président de l'Ohio and Mississippi Railroad en 1860. Il obtient de bons résultats dans ces deux emplois, étendant l'Illinois Central Railroad vers La Nouvelle-Orléans et aidant l'Ohio and Mississippi Railroad à surmonter la panique de 1857. En dépit de ces succès et d'un salaire lucratif ($ 10 000 par an), il est frustré par la vie civile et continue à étudier la stratégie militaire classique avec assiduité. Durant la guerre d'Utah contre les Mormons, il envisage de rejoindre l'armée. Il pense également s'engager comme corsaire aux côtés de Benito Juárez au Mexique.
Avant le déclenchement de la guerre civile, McClellan s'engage en politique, soutenant la campagne présidentielle du démocrate Stephen A. Douglas à l'élection présidentielle de 1860. Il prétend avoir déjoué une tentative de fraude électorale des Républicains, en faisant retarder un train transportant des hommes allant voter illégalement dans un autre comté, permettant ainsi à Douglas d'y remporter l'élection.
En octobre 1859, McClellan courtise à nouveau Ellen Marcy, qu'il épouse à Calvary Church (New York), le 22 mai 1860.

## Guerre de Sécession

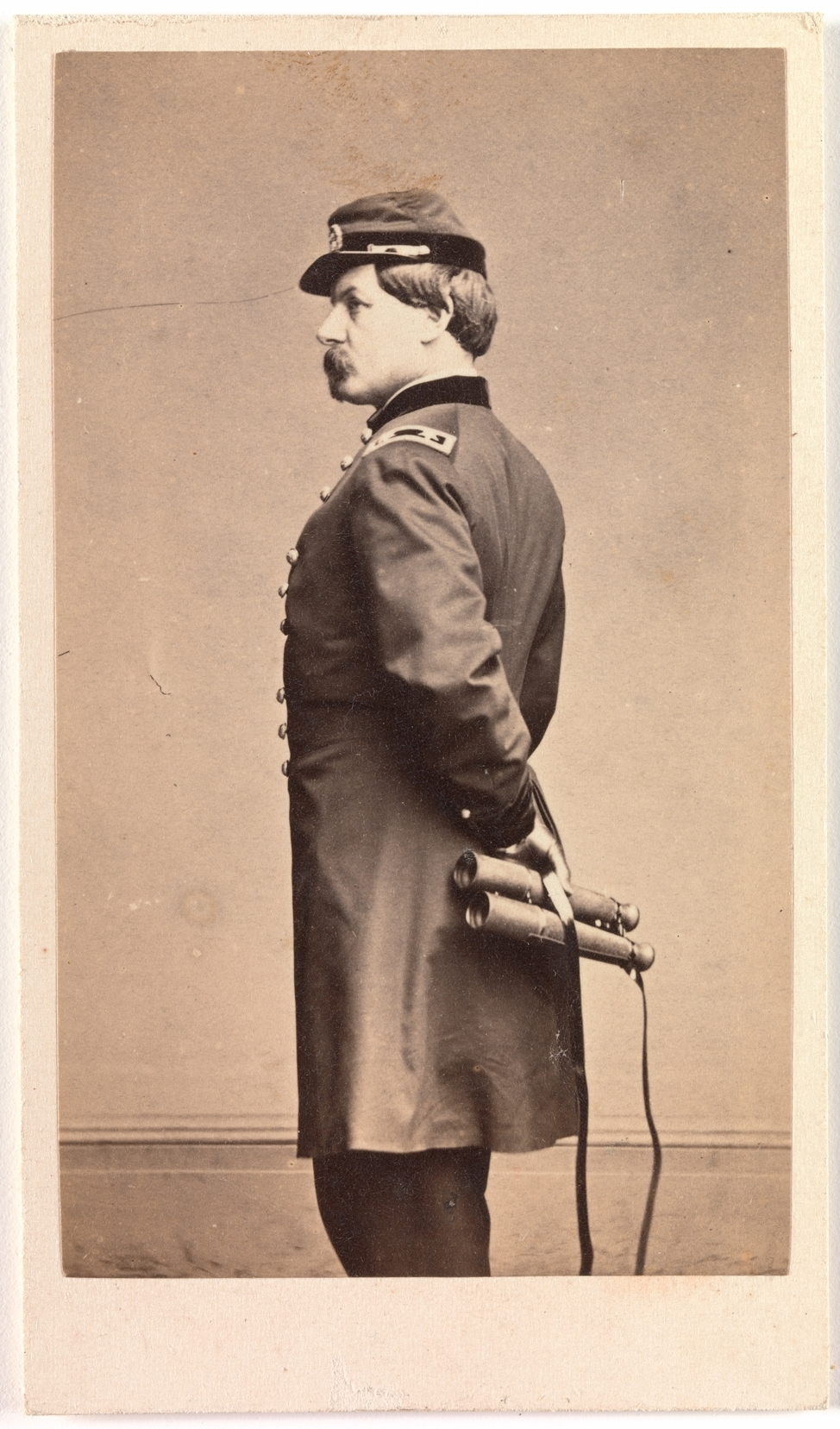
George McClellan vers 1861

### Ohio et stratégie
Au début de la guerre civile, les connaissances de McClellan en matière de « big war science » (science de la grande guerre) et son expérience dans le domaine des chemins de fer indiquent qu'il pourrait exceller à la logistique militaire. Cela fait de lui une personnalité très demandée, au moment où l'Union mobilise. Les gouverneurs de l'Ohio, de Pennsylvanie et de l'État de New York — les trois plus grands États de l'Union — tentent activement de le convaincre de commander la milice de leur État. Le plus insistant, William Dennison, gouverneur de l'Ohio, parvient à convaincre McClellan. Il est commissionné major-général de volontaires et, le 23 avril 1861, prend le commandement de la milice de l'Ohio. Contrairement à certains de ses camarades, eux-mêmes officiers de l'Union, issus de familles abolitionnistes, il est opposé à l'ingérence du gouvernement fédéral dans la question de l'esclavage. Connaissant sa sensibilité politique, ses camarades originaires du Sud l'approchent de façon informelle pour le faire passer du côté de la Confédération ; mais il ne peut accepter l'idée de sécession.
Le 3 mai, McClellan réintègre le service fédéral. Il est nommé commandant du département de l'Ohio, chargé des États de l'Ohio, de l'Indiana, de l'Illinois, et, plus tard, des parties occidentales de la Pennsylvanie et de la Virginie, ainsi que de l'État du Missouri. Le 14 mai, il est nommé major-général dans l'armée régulière. Âgé de 34 ans, il est maintenant l'officier le plus gradé de l'armée, exception faite de Winfield Scott, le général en chef. La promotion rapide de McClellan s'explique en partie par ses relations avec Salmon P. Chase, secrétaire du Trésor et ancien gouverneur et sénateur de l'Ohio.

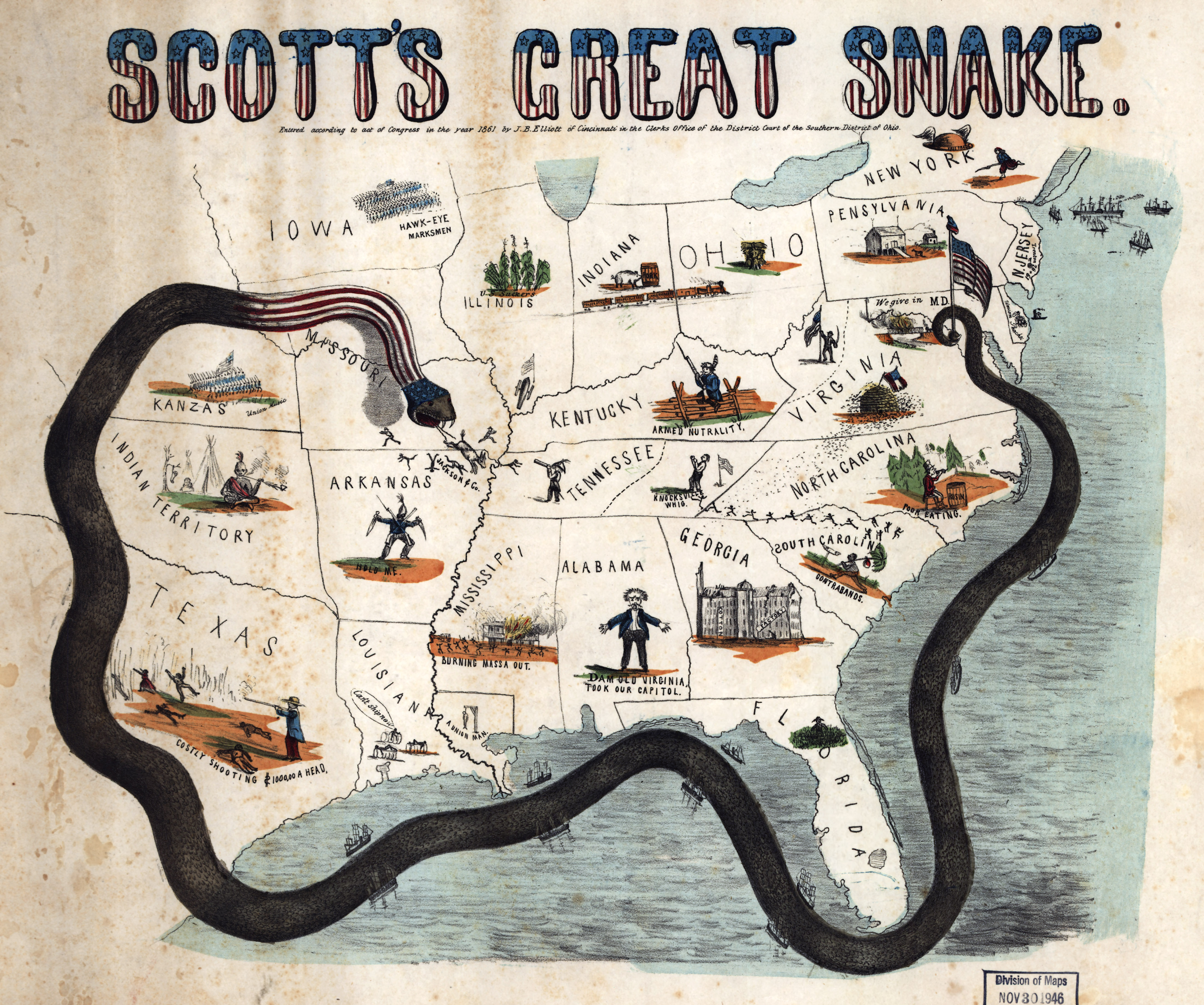
Le plan Anaconda, conçu par Scott pour asphyxier la Confédération, illustre parfaitement les désaccords entre McClellan et Scott, tant au point de vue stratégique que personnel.

McClellan, même s'il est débordé par l'afflux des volontaires qui rejoignent l'armée et par la mise en place de camps d'entraînement, réfléchit à une stratégie à grande échelle. Le 27 avril, quatre jours après avoir pris le commandement dans l'Ohio, il fait parvenir au général Scott la première proposition de stratégie unifiée pour le déroulement de la guerre. Elle contient deux propositions, dans lesquelles McClellan se réserve un rôle de premier plan. La première exige 80 000 hommes pour envahir la Virginie par la vallée de la Kanawha en direction de Richmond. La seconde exige de ces mêmes hommes qu'ils partent vers le Sud — Kentucky et Tennessee — en franchissant le cours de l'Ohio. Scott rejette les deux plans, irréalistes, selon lui, du point de vue logistique. Tout en complimentant McClellan et en l'assurant de sa « grande confiance en [son] intelligence, zèle, science, et énergie », Scott lui répond que les 80 000 hommes seraient mieux utilisés dans une expédition pour contrôler le Mississippi et couper en deux la Confédération, accompagnée d'un blocus des ports sudistes. Le plan Anaconda de Scott, qui exige beaucoup de patience de la part de l'opinion publique nordiste, est tourné en dérision par les journaux. Il s'avèrera par la suite déterminant dans la conduite de la guerre. Les relations entre les deux généraux se tendent de plus en plus au cours de l'été et de l'automne.

### Virginie-Occidentale
Les premières opérations militaires menées par McClellan ont pour but d'occuper la région de l'ouest de la Virginie (l'actuelle Virginie-Occidentale), qui souhaitait demeurer dans l'Union. Il est averti le 26 mai que les ponts cruciaux de la Baltimore and Ohio Railroad dans cette partie de l'État ont été brûlés. Tandis qu'il met rapidement en œuvre des plans pour envahir la région, il déclenche sa première controverse politique sérieuse en proclamant aux citoyens locaux que ses forces n'ont pas l'intention de porter atteinte aux biens personnels, y compris aux esclaves. Il se rend rapidement compte qu'il a outrepassé ses prérogatives et s'excuse par lettre au président Lincoln. Il y a controverse non pas parce que sa proclamation est diamétralement opposée à la politique de l'administration de l'époque, mais parce qu'il a osé aller au-delà de son rôle de militaire.
Ses troupes se déplacent rapidement dans la région par Grafton et sont victorieuses lors de la bataille de Philippi. Il commande personnellement pour la première fois à la bataille de Rich Mountain, qu'il remporte, et où il agit avec beaucoup de prudence et de réticence à l'idée d'engager les troupes de réserve, ce qui sera sa marque pour le reste de sa carrière. Son subordonné, William Starke Rosecrans, se plaint d'ailleurs que son attaque n'a pas été renforcée alors que McClellan y avait consenti. Néanmoins, ces deux victoires mineures propulsent McClellan au statut de héros national. Par exemple, le New York Herald publie « Gen. McClellan, the Napoleon of the Present War » (« Le Général McClellan, Napoléon de la guerre actuelle »).

### La construction d’une armée
Après la défaite des troupes de l'Union à la première bataille de Bull Run le 21 juillet 1861, Lincoln rappelle McClellan, alors en Virginie-Occidentale, où il vient d'offrir au Nord les seules actions pouvant ressembler à des victoires. McClellan voyage par train spécial sur la ligne principale de Pennsylvanie de Wheeling par Pittsburgh, Philadelphie et Baltimore, jusqu'à Washington, où son train est accueilli par une foule enthousiaste.
Carl Sandburg écrit que « McClellan était l'homme du moment, désigné par les événements, et choisi par le poids écrasant d'une popularité publique et privée ». Le 26 juillet, le jour de son arrivée dans la capitale de l'Union, McClellan est nommé commandant de la Division militaire du Potomac (Military Division of the Potomac), la principale force de l'Union chargée de la défense de Washington. Le 20 août, plusieurs unités militaires de Virginie rejoignent sa division, formant ainsi l'Armée du Potomac, dont il devient le premier commandant. Il se complait dans le pouvoir et la gloire ainsi acquis:

« Je me retrouvais là dans une situation étrange et inédite : le Président, le Cabinet, le Général Scott et tous les autres me montraient de la déférence ; et par un étrange tour de magie, on aurait dit que j'étais devenu « le » pouvoir du pays... J'en arrive presque à penser qu'avec une victoire de plus, j'aurais pu devenir dictateur ou tout ce qui me plairait ; mais rien de tout cela ne me tente ; ainsi, je ne deviendrai pas dictateur. Admirable déni de soi ! »

— George B. McClellan, Lettre à Ellen, 26 juillet 1861

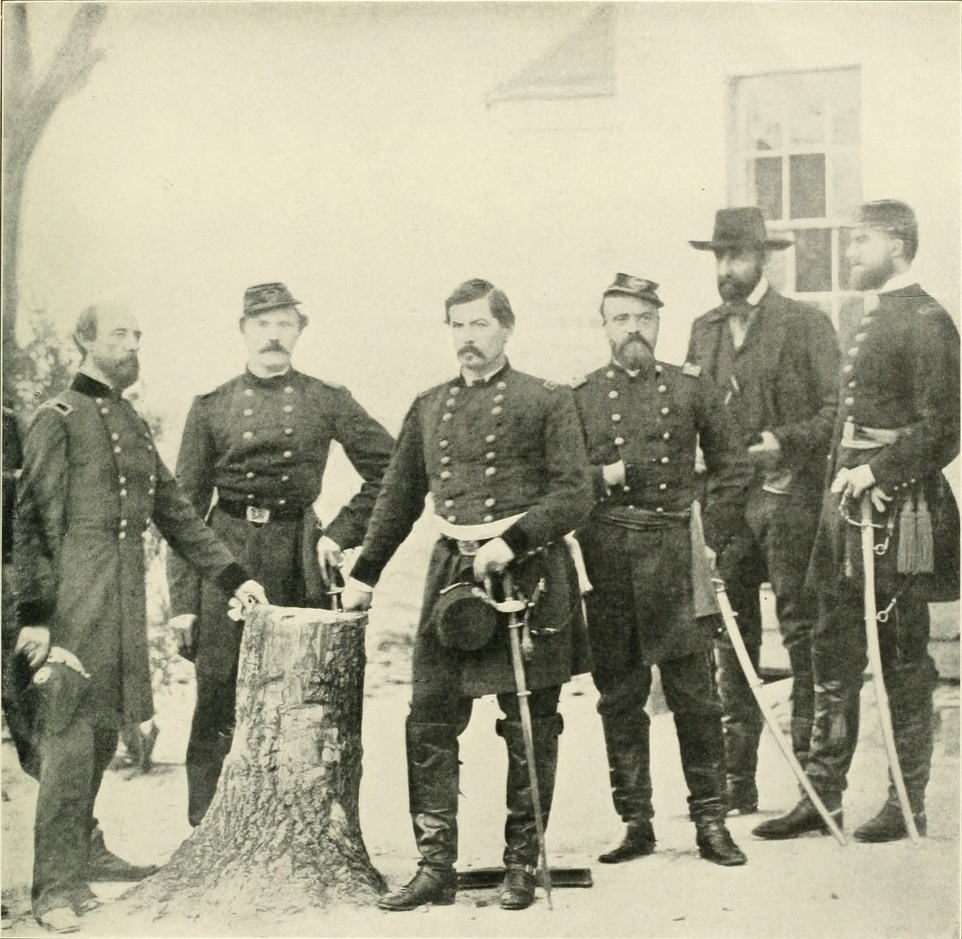
Le général George McClellan avec le personnel et les dignitaires. De gauche à droite : le général George W. Morell, le lieutenant-colonel A.V. Colburn, le général McClellan, lieutenant-colonel N.B. Sweitzer, le Prince de Joinville, et le Comte de Paris.

Au cours de l'été et de l'automne 1861, McClellan organise minutieusement sa nouvelle armée. Il améliore considérablement le moral des troupes en se rendant fréquemment sur le terrain pour encourager les unités. C'est une remarquable réussite au terme de laquelle il en vient à personnifier l'Armée du Potomac et suscite l'adulation de ses hommes. Il crée des défenses presque inexpugnables pour Washington, composées de 48 forts et redoutes, équipées de 480 canons servis par 7 200 artilleurs. L'Armée du Potomac passe de 50 000 hommes en juillet à 168 000. Elle est alors, de loin, la plus colossale unité militaire des temps modernes. Mais cette période est aussi un moment de tension dans le haut commandement. McClellan continue à se quereller avec le gouvernement et le général en chef, le lieutenant-général Scott, sur les questions de stratégie. Il rejette le plan Anaconda de Scott, plaidant pour un affrontement massif et flamboyant, dans le style napoléonien. Il propose d'agrandir son armée à 273 000 hommes et 600 canons et d'« écraser les rebelles en une seule campagne ». Il est favorable à une guerre qui minimiserait au maximum l'impact sur les populations civiles et ne nécessiterait pas l'émancipation des esclaves.
L'aversion de McClellan pour l'émancipation augmente la pression qui s'exerce sur lui. Il fait l'objet de critiques acerbes de la part des radical Republicans du gouvernement. McClellan considère en effet l'esclavage comme une institution reconnue par la Constitution. Ses écrits d'après-guerre sont typiques de l'état d'esprit de nombreux habitants du Nord : « Je confesse un préjugé en faveur de ma propre race, et ne peux me forcer à aimer l'odeur du bouc ou celle du nègre ». En novembre 1861, il écrit cependant à sa femme : « Je lancerai, si victorieux, mon sabre dans la balance pour obliger une amélioration de la condition de ces pauvres noirs ». Il écrira plus tard que, s'il avait eu le rang pour négocier la paix, il aurait insisté sur l'émancipation progressive. Mais il ne fait pas mystère de son opposition aux radical Republicans. Il écrit à Ellen, « Je ne vais pas me battre pour les abolitionnistes ». Cette position le place dans une situation délicate, puisque de nombreux politiciens du gouvernement pensent qu'il tente de mettre en œuvre la politique du parti d'opposition.
Dans l'immédiat, le problème stratégique de McClellan est qu'il est convaincu que les Confédérés sont prêts à l'attaquer avec un nombre impressionnant d'hommes. Le 8 août, estimant que les Confédérés lui font face avec face plus de 100 000 hommes — alors qu'ils étaient à peine 35 000 quelques semaines plus tôt à Bull Run — il déclare l'état d'urgence dans la capitale. Le 19 août, il estime à 150 000 les effectifs de l'ennemi. Plus tard, les campagnes de McClellan vont être constamment influencées par une surestimation systématique de son adversaire, sur la base des renseignements fournis par son chef des services secrets, le détective Allan Pinkerton. En août 1861, cependant, ces estimations sont entièrement le fait de McClellan. Il en résulte un niveau de vigilance extrême qui paralyse l'initiative de l'armée du Potomac, et lui attire les foudres du gouvernement. L'historien et biographe Stephen W. Sears estime que l'attitude de McClellan serait « fondamentalement saine » s'il était aussi surpassé en nombre qu'il le croit, mais, en 1861 et 1862, McClellan se bat pratiquement toujours à deux contre un. Pendant l'automne 1861, par exemple, les forces confédérées varient entre 35 000 et 60 000, tandis que l'Armée du Potomac compte en septembre 122 000 hommes, puis 170 000 au début du mois de décembre, et enfin 192 000 en fin d'année.
Le différend qui oppose McClellan et Scott prend vite un tour très personnel. Scott - ainsi que de nombreuses membres du département de la Guerre - est scandalisé que McClellan refuse de partager les détails de la situation de ses troupes et de sa planification stratégique. McClellan affirme ne faire confiance à personne dans l'administration, afin d'éviter que les informations ne fuitent dans la presse et soient ainsi portées à la connaissance de l'ennemi. Le 10 août 1861, McClellan écrit à sa femme, dans le style habituel de ses correspondances privées : « Le général Scott est le grand obstacle ; il ne veut pas comprendre le danger et c'est soit un traître, soit un incompétent. Je dois me battre contre lui ». Scott est si désabusé par l'attitude du jeune général qu'il offre sa démission au président Lincoln, qui la refuse dans un premier temps. La capitale bruit de rumeurs sur une possible démission de McClellan, ou sur le coup d'État militaire qu'il pourrait organiser si Scott n'est pas destitué. Le Cabinet de Lincoln se réunit donc le 18 octobre et approuve la démission de Scott pour « raisons de santé ».

### Général en chef

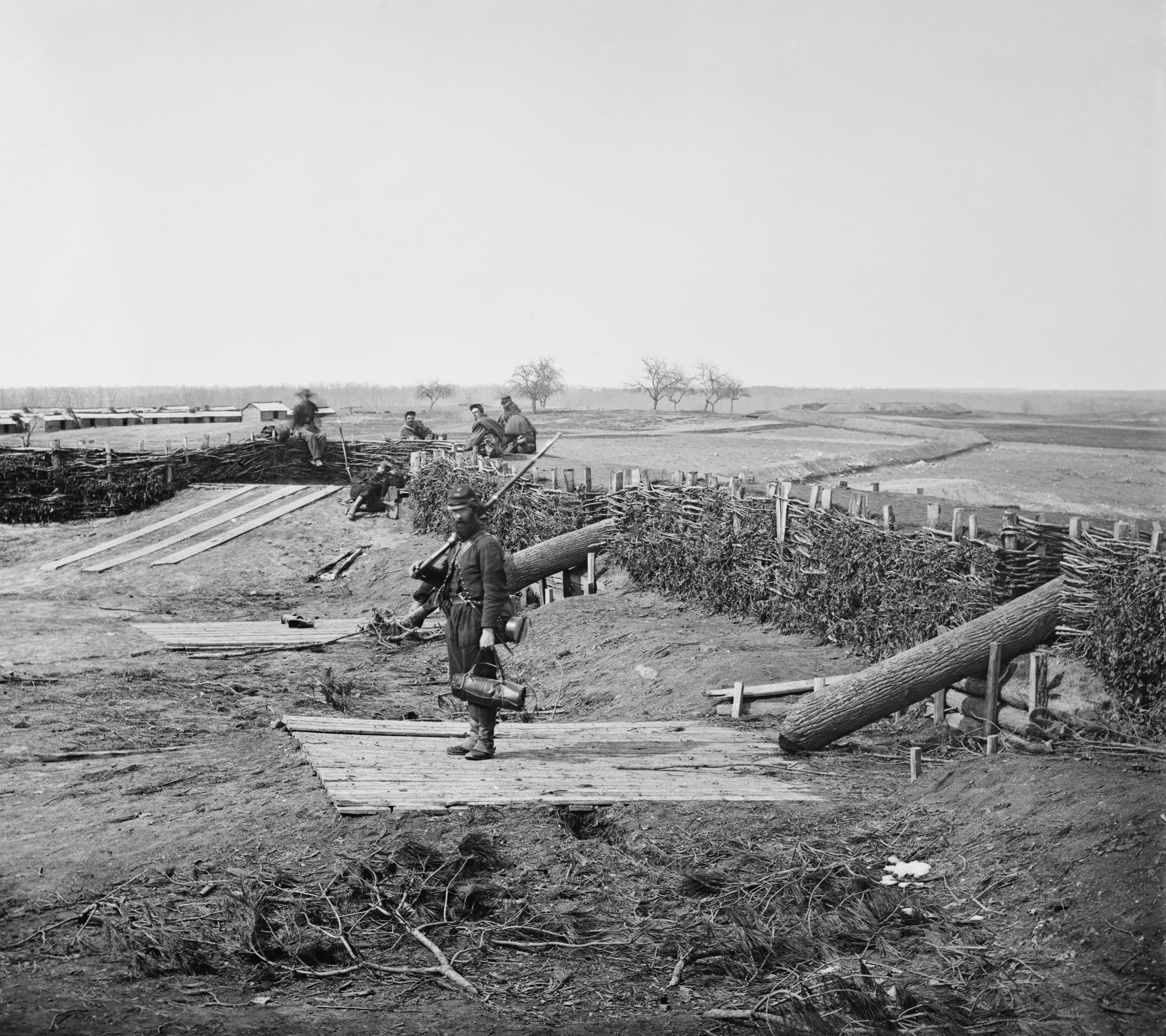
Plusieurs quaker guns, des rondins de bois peints en noir pour ressembler à des canons et ainsi tromper l'ennemi, dans les anciennes fortifications confédérées à Manassas Junction.

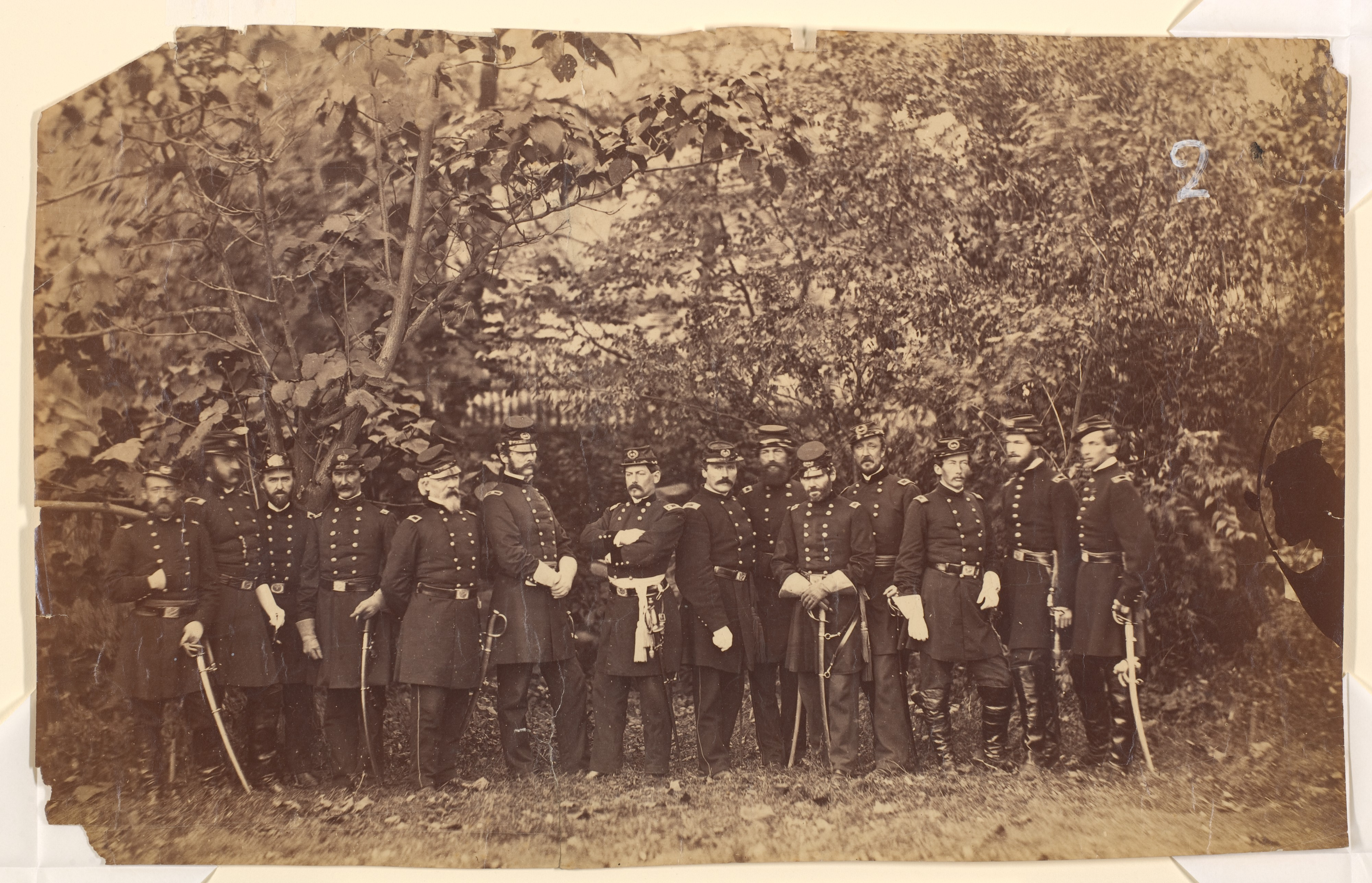
Le major-général George McClellan et ses officiers (parmi lesquels Ambrose Burnside) vers 1862.

Le 1er novembre 1861, Winfield Scott est mis à la retraite et McClellan devient général en chef de toutes les armées de l'Union. Lincoln s'inquiète du « vaste travail » qu'implique ce double rôle — commandant de l'armée du Potomac et général en chef — mais McClellan le rassure : « Je peux tout faire ». Lincoln, comme l'opinion publique nordiste, s'impatiente de la lenteur des préparatifs de McClellan, qui doit attaquer les Confédérés, toujours massés près de Washington. La défaite de l'Union lors de la petite bataille de Ball's Bluff près de Leesburg (Virginie), en octobre, ajoute à la frustration et nuit indirectement à McClellan. En décembre, le Congrès forme un Joint Committee on the Conduct of the War, qui va devenir au cours de la guerre, pour de nombreux généraux, une gêne permanente, les accusant d'incompétence et, dans certains cas, de trahison. Le 23 décembre, McClellan est appelé en qualité de premier témoin, mais il contracte la fièvre typhoïde et ne peut témoigner. Ses officiers subalternes passent à la barre, et avouent innocemment qu'ils n'ont aucune connaissance de la stratégie prévue face aux Confédérés, suscitant de nombreux appels au limogeage de McClellan.
McClellan aggrave son cas en faisant montre d'insubordination vis-à-vis de Lincoln, son commandant en chef qu'il a connu avant la guerre comme avocat dans l'Illinois. En privé, il ne manque pas de critiquer le président : « Lincoln n'est rien de plus qu'un babouin bien intentionné [...], un gorille [...] sans cesse indigne de [...] sa haute position". » Le 13 novembre, il snobe le président, qui lui rend visite, en le faisant attendre trente minutes, avant de lui faire dire qu'il est allé se coucher et ne peut donc le recevoir.
Le 12 janvier 1862, McClellan est convoqué à la Maison-Blanche, où le Cabinet exige de lui qu'il explique ses plans de guerre. Pour la première fois, il révèle son intention de transporter l'armée du Potomac par navire jusqu'à Urbanna (Virginie), sur la rivière Rappahannock, de déborder ainsi les forces confédérées près de Washington, et de poursuivre par voie terrestre sur 80 km pour capturer Richmond. Il refuse cependant de donner des détails précis de la campagne envisagée, même à son ami Edwin M. Stanton, qui vient d'être nommé secrétaire à la Guerre. Le 27 janvier, Lincoln rend une ordonnance qui oblige toutes ses armées à commencer des opérations offensives le 22 février, date du Presidents Day. Le 31 janvier, il émet une ordonnance complémentaire à l'intention de l'armée du Potomac, lui demandant de faire mouvement, par voie de terre, pour attaquer les Confédérés à Manassas Junction et à Centreville. McClellan répond immédiatement par une lettre de 22 pages désapprouvant dans le détail les plans du président, et préconisant son « plan Urbanna », dont Lincoln découvre pour la première fois les détails. Tout en restant persuadé que son plan est meilleur, Lincoln est soulagé que McClellan ait finalement accepté de commencer à bouger — même à contrecœur. Le 8 mars, doutant encore de sa résolution, Lincoln intervient à nouveau avec les prérogatives du commandant de l'armée. Il convoque un conseil de guerre à la Maison Blanche durant lequel les subordonnés de McClellan sont invités à donner leur avis sur le plan Urbanna. Ils expriment leur confiance à des degrés divers. Après la réunion, Lincoln émet une autre ordonnance, nommant les commandants de corps d'armée devant rapporter à McClellan.
Deux nouvelles crises vont frapper McClellan avant qu'il ne puisse mettre en œuvre ses plans. Les forces du général confédéré Joseph E. Johnston quittent leurs positions devant Washington, laissant supposer une nouvelle ligne au sud de la rivière Rappahannock, ce qui ruine complètement la stratégie Urbanna. McClellan réorganise son plan de façon que ses troupes débarquent à Fort Monroe (Virginie), et progressent par la péninsule de Virginie jusqu'à Richmond. C'est la campagne de la Péninsule ou campagne Péninsulaire. McClellan est la cible d'une campagne de presse et du Congrès quand il est établi que les forces de Johnston se sont échappées sans être vues, et que l'Union était dupée depuis des mois par l'utilisation de rondins de bois peints en noir simulant des canons. La commission mixte (joint committee) du Congrès visite les lignes confédérées abandonnées et les radical Republicans présentent une résolution demandant le limogeage de McClellan, mais celle-ci avorte de justesse grâce à une manœuvre parlementaire. La seconde crise est l'apparition du cuirassé confédéré CSS Virginia, qui panique les habitants de Washington et complique les opérations navales sur la rivière James.
L'abolitionniste Wendell Phillips, dans un discours resté célèbre, déclara : « Je ne dis pas que McClellan est un traitre ; je dis seulement que s'il était un traitre il se comporterait exactement de la même façon. Ne vous inquiétez pas pour Richmond ; McClellan ne la prendra pas. Si la guerre continue de cette manière, sans but rationnel, alors c'est un gaspillage inutile de sang et d'or." » Le 11 mars 1862, Lincoln retire à McClellan son grade de général en chef, lui laissant le commandement de la seule armée du Potomac, officiellement pour que McClellan soit libre de consacrer toute son attention au mouvement sur Richmond. Les ordres de Lincoln sont ambigus quant à savoir si McClellan sera rétabli à la suite d'une campagne réussie. En fait, son poste reste vacant. Ce printemps-là, Lincoln, Stanton, et un groupe d'officiers, le War Board, dirige les actions stratégiques des armées de l'Union. Bien que McClellan soit rassuré par les commentaires favorables de Lincoln, il perçoit par la suite le changement de commandement d'une façon très différente, le décrivant comme partie d'un complot
« pour provoquer l'échec de la campagne à venir ».

### Campagne péninsulaire

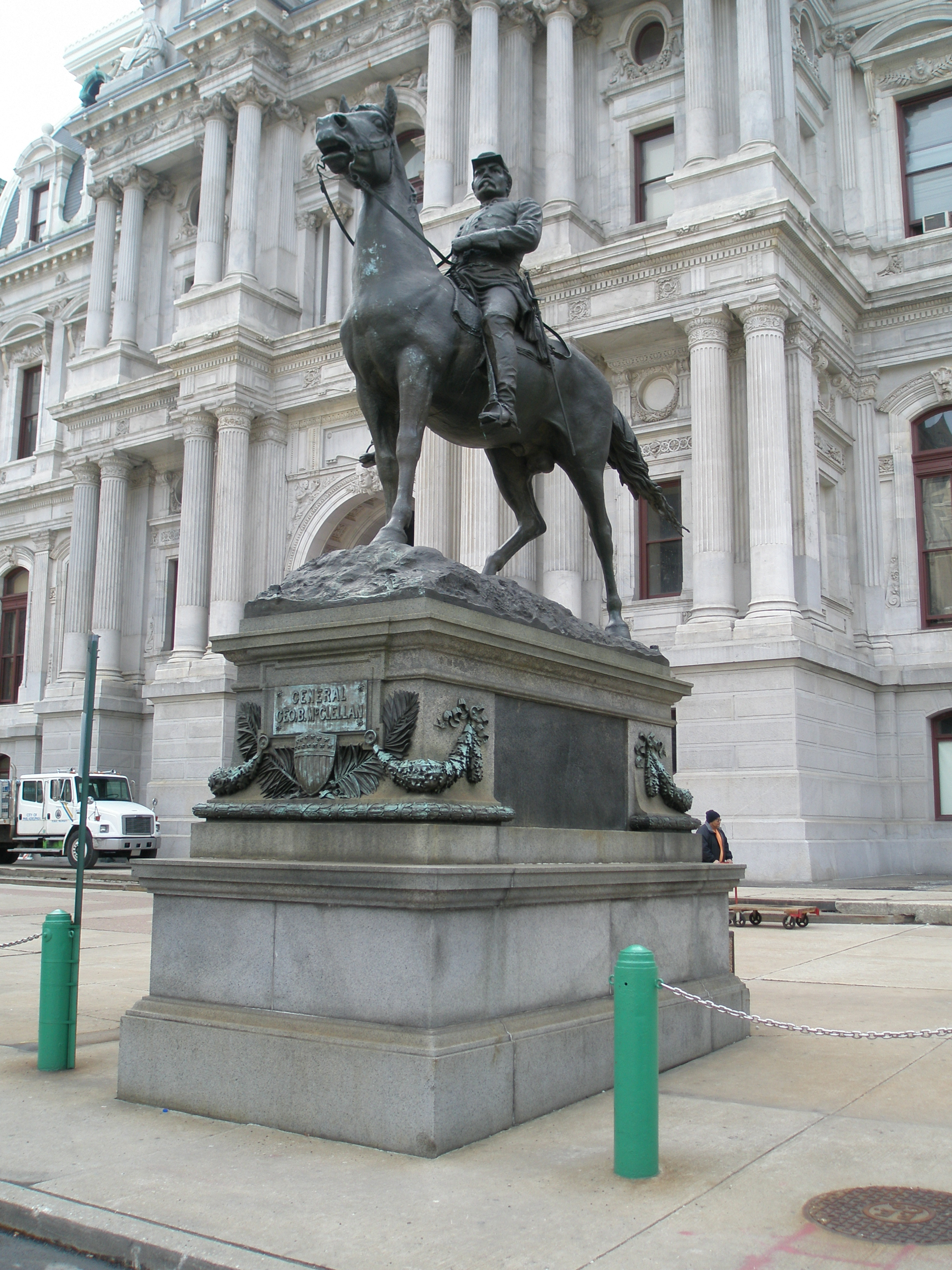
Statue équestre de McClellan devant le Philadelphia City Hall.

L'armée de McClellan quitte le port d'Alexandria (Virginie) le 17 mars 1862. Cette armada qui faisait pâlir toutes les expéditions américaines antérieures par sa taille, transportant 121 500 hommes, 44 batteries d'artillerie, 1 150 chariots, plus de 15 000 chevaux, et des tonnes de matériel et de provisions. Un observateur anglais fait remarquer que c'est la « foulée d'un géant ». La progression de l'armée depuis Fort Monroe jusqu'à la péninsule de Virginie s'est avérée lente. Le plan de McClellan pour une capture rapide de Yorktown est déjoué quand il découvre que les Confédérés ont fortifié une ligne à travers la péninsule, ce qui l'incite à faire le siège de la ville, opération qui nécessite une préparation considérable.
McClellan continue de croire les rapports qui estiment le nombre de Confédérés de deux à trois fois plus élevé qu'il ne l'est réellement. Dès le début de la campagne, le général confédéré John B. Magruder défend la péninsule contre l'avancée de McClellan avec une force beaucoup moins importante. Il a créé une fausse impression de plusieurs troupes derrière les lignes et qu'il y en a d'autres en chemin. Il y est parvenu en faisant défiler aux mêmes endroits de petits groupes d'hommes qui peuvent être observés à distance ou en leur faisant faire de grands bruits alors qu'ils sont cachés à la vue. Pendant ce temps, le général Johnston est en mesure de fournir des renforts à Magruder, mais même alors les Confédérés sont beaucoup moins nombreux que ne l'imagine McClellan.
Après un mois de préparation, juste avant qu'il n'attaque les Confédérés à Yorktown, McClellan apprend que Johnston s'est retiré de la péninsule en direction de Williamsburg. En conséquence, il est obligé de les pourchasser sans pouvoir profiter de l'artillerie qu'il a fait installer près de Yorktown. La bataille de Williamsburg, le 5 mai, est considérée comme une victoire de l'Union, mais l'armée confédérée n'est pas anéantie et une grande partie de ses troupes a pu être déplacée au-delà de Williamsburg près des défenses extérieures de Richmond. Ce déplacement s'est réalisé sur plusieurs jours.

À la suite de la bataille de Gaines's Mill, le 27 juin 1862, le général Magruder tient les propos suivants : 

« Si McClellan avait massé toutes ses forces en colonne et avancé sur n'importe quel point de nos lignes -- comme cela a été fait à Austerlitz dans des circonstances similaires, par le plus grand capitaine de tous les âges -- quand bien même la tête de la colonne aurait horriblement souffert, son élan lui aurait assuré le succès, la prise de nos ouvrages aux abords de Richmond, et en conséquence de la ville, ce qui lui aurait été attribué. »

### Campagne du Maryland
McClellan dirigea les troupes unionistes tout au long de la campagne du Maryland (ou d'Antietam) notamment à la bataille de South Mountain et à la bataille d'Antietam. Il fut opposé à son adversaire précédent à la campagne de la Péninsule, le général de Génie Robert E. Lee.

#### Bataille de South Mountain
Le général Lee, qui commandait les troupes confédérés durant la Campagne du Maryland, décida de concentrer ces troupes à Sharpsburg. McClellan fut donc théoriquement largement favori à la bataille de South Mountain. Il remporta la victoire mais laissa après la bataille le temps à Lee de réorganiser son armée pour la future bataille d'Antietam à Sharpsburg et condamna sa division à Harpers Ferry.

#### Bataille d’Antietam et suite
La bataille qui se déroule durant la journée du 17 septembre 1862, aux alentours de Sharpsburg reste à ce jour la plus sanglante de l’histoire des États-Unis avec près de 23 000 victimes (morts, blessés, prisonniers ou disparus).

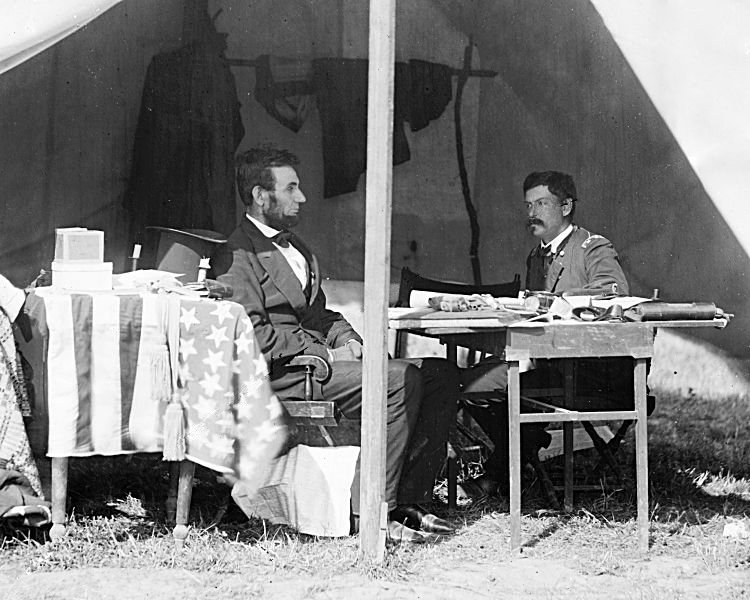
Le général George B. McClellan et Abraham Lincoln discutant après la bataille d'Antietam. Certains désaccords s'exprimèrent entre les deux hommes...

En dépit de la supériorité numérique de l'armée de l'Union, les nordistes l'emportèrent mais McClellan fit preuve une fois de plus de son tempérament temporisateur en n'engageant pas le gros de ses troupes dans la bataille pour préserver la vie de ses soldats, ce qui permit à Robert Lee de réaliser une retraite en bon ordre et de ramener en territoire confédéré son armée durement éprouvée par la bataille (proportionnellement, les pertes sudistes avaient été beaucoup plus élevées).
À la suite de la bataille de Shephersdstown qui fut une défaite pour les nordistes dirigés par le général Fitz John Porter, McClellan décide qu'une poursuite active est impossible à ce moment et se place dans une posture défensive en bordure du Maryland.
Parce que McClellan n'a pas réussi à poursuivre Lee de manière suffisamment agressive après la bataille, Lincoln ordonne que lui soit retiré le commandement le 5 novembre 1862. Le commandant général Ambrose Burnside prend le commandement de l'armée du Potomac le 9 novembre du même mois. En quelque temps seulement, McClellan passa de héros national en 1861 à un pauvre officier sans aucun pouvoir militaire en 1862. Il fut très largement critiqué notamment par Lincoln et ses partisans qui cherchaient un bouc émissaire aux difficultés de l'Union sur le front est. Il ne fit une réapparition  que pour l'élection présidentielle de 1864, dans laquelle il fut le candidat démocrate.

## Élection présidentielle de 1864

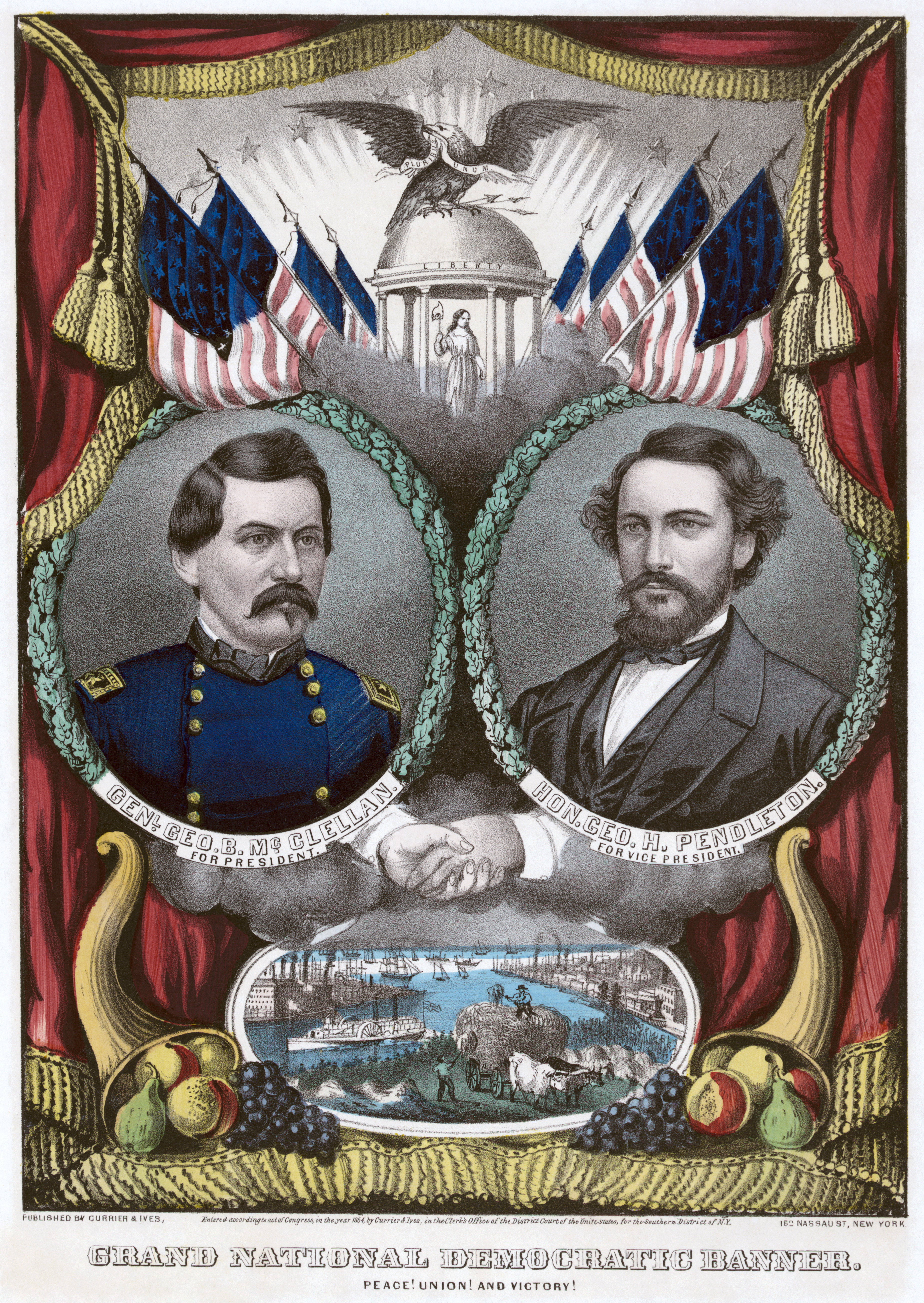
Lithographie avec l'aquarelle représentant le ticket du parti démocrate pour les élections présidentielles de 1864. Par Currier and Ives.

Le secrétaire à la Guerre Edwin M. Stanton ordonne à McClellan de se retirer à Trenton, dans l'État du New Jersey, dans l'attente de nouveaux ordres, qui ne vinrent jamais. Au fur et à mesure du déroulement de la guerre, et surtout après les défaites à Fredericksburg et à Chancellorsville, différents appels pour donner à McClellan un commandement important se font entendre. Lorsque Ulysses S. Grant devient général en chef, les discussions reprennent. Mais toutes ces tentatives n'aboutissent à rien à cause de son opposition connue à l'administration Lincoln et à la menace politique potentielle qu'il représente.
Pendant ce temps, McClellan travaille à un rapport sur ses campagnes et ses succès en tant qu'organisateur de l'armée, pour répliquer aux critiques et justifier ses actions. Une fois encore, il accuse l'administration Lincoln de lui avoir refusé les renforts nécessaires.

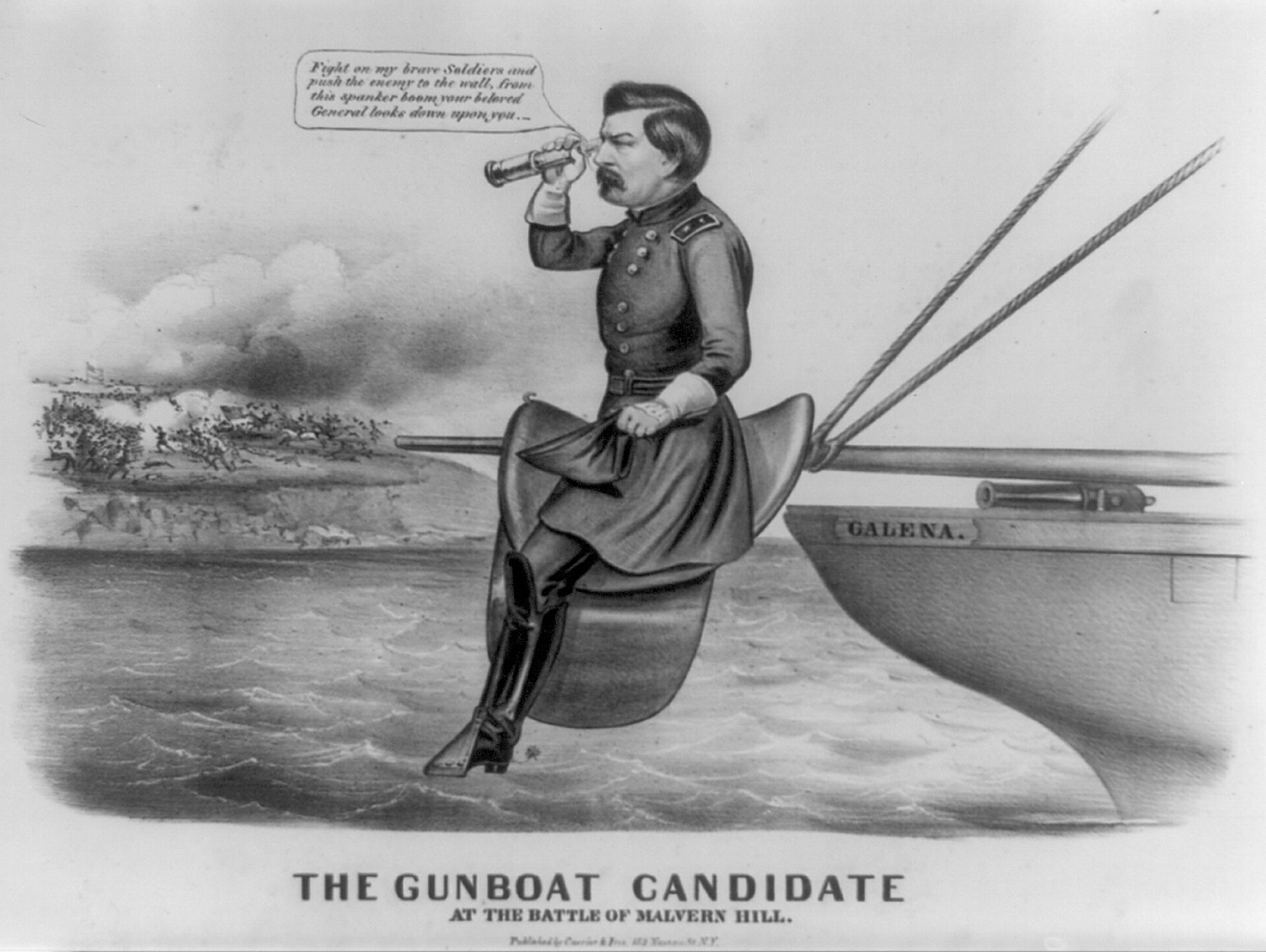
Caricature de McClellan utilisé par ses opposants politiques lors de la campagne présidentielle en 1864.

En octobre 1863, McClellan déclare officiellement son entrée dans l'arène politique en tant que démocrate. Il est désigné pour concourir à l'élection présidentielle de 1864, contre Lincoln : comme Winfield Scott avant lui, il est candidat en tant que général en service actif et ne démissionne de sa charge que le jour de l'élection, le 8 novembre 1864. Il soutient la continuation de la guerre et la restauration de l'Union, mais le programme du parti, rédigé par le copperhead Clement Vallandigham, qui appelle à une cessation immédiate des hostilités et à une négociation avec la Confédération, est en contradiction avec ces choix. McClellan doit donc répudier le programme du parti, ce qui nuit considérablement à sa campagne, comme le profil du candidat à la vice-présidence, George H. Pendleton, qui représente l'aile pacifiste du parti.
La profonde division du parti démocrate, l'unité des républicains et les succès militaires de l'Union à la fin 1864 plombent la candidature de McClellan. Lincoln remporte l'élection avec une marge de 403 000 voix, soit 55 % du vote populaire et avec 212 grands électeurs contre 21 pour son adversaire. L'armée a voté en faveur de Lincoln dans une proportion de 3 contre 1, et le président remporte 70 % des suffrages de l'armée du Potomac.

## Années d'après-guerre
Après la guerre, McClellan et sa famille partent pour un long voyage en Europe qui dure jusqu'en 1868 et durant lequel il s'éloigne de la politique. À son retour, le parti démocrate nourrit le projet de le remettre en selle pour l'élection présidentielle, mais la candidature d'Ulysses S. Grant pour le parti républicain ruine cette éventualité. McClellan travaille alors pour différents projets d'ingénierie pour la ville de New York, et le poste de président de l'Université de Californie, nouvellement créée, lui est proposé. En 1872, il est président d'une compagnie de chemin de fer (Atlantic and Great Western Railroad). Il retourne en Europe avec sa famille entre 1873 et 1875.

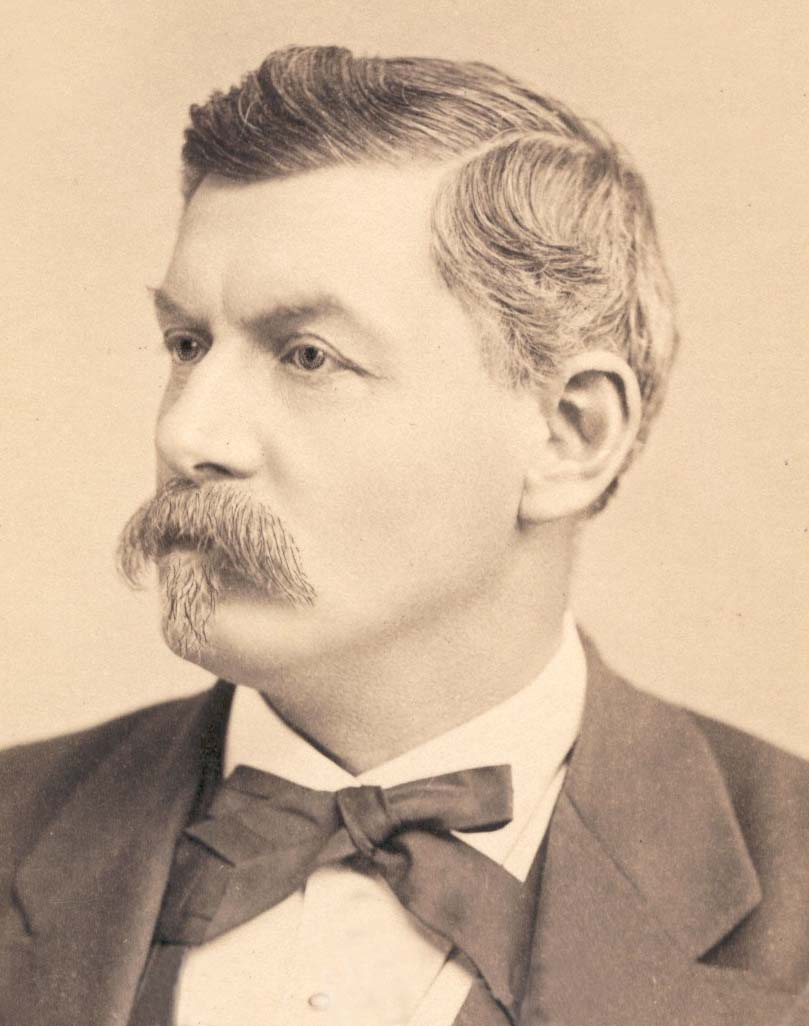
McClellan, photographié par William S. Warren vers 1880.

En mars 1877, il est nommé par le gouverneur de l'État de New York, Lucius Robinson, superintendant des travaux publics, mais cette nomination est refusée par le Sénat de l'État de New York, au motif qu'il est « incompétent pour le poste ».
Choisi par les démocrates pour être gouverneur du New Jersey, il est élu et sert un mandat, de 1878 à 1881, durant lequel il se montre un administrateur conservateur et consensuel. Il termine sa carrière politique en soutenant activement l'élection de Grover Cleveland en 1884. Il espère alors être nommé secrétaire à la Guerre, mais sa candidature est entravée par des rivalités politiques internes.
Il consacre les dernières années de sa vie à voyager et à écrire. Il défend sa carrière militaire dans McClellan's Own Story, publié à titre posthume en 1887. Il meurt soudainement à l'âge de 58 ans, à Orange (New Jersey), le 29 octobre 1885. Il est enterré au Riverview Cemetery, à Trenton.
Son fils, Georges B. McClellan Jr. (1865-1940) devint un homme politique, représentant de l'État de New York au Congrès américain et maire de New York de 1904 à 1909. Sa fille, Mary (« May ») (1861 – 1945), épouse un diplomate français et passe la plus grande partie de sa vie à l'étranger. Son épouse Ellen décède à Nice, en France, alors qu'elle rend visite à May à la « Villa Antietam ». Ni Max, ni May ne donneront à George McClellan de petits-enfants.

## Considérations

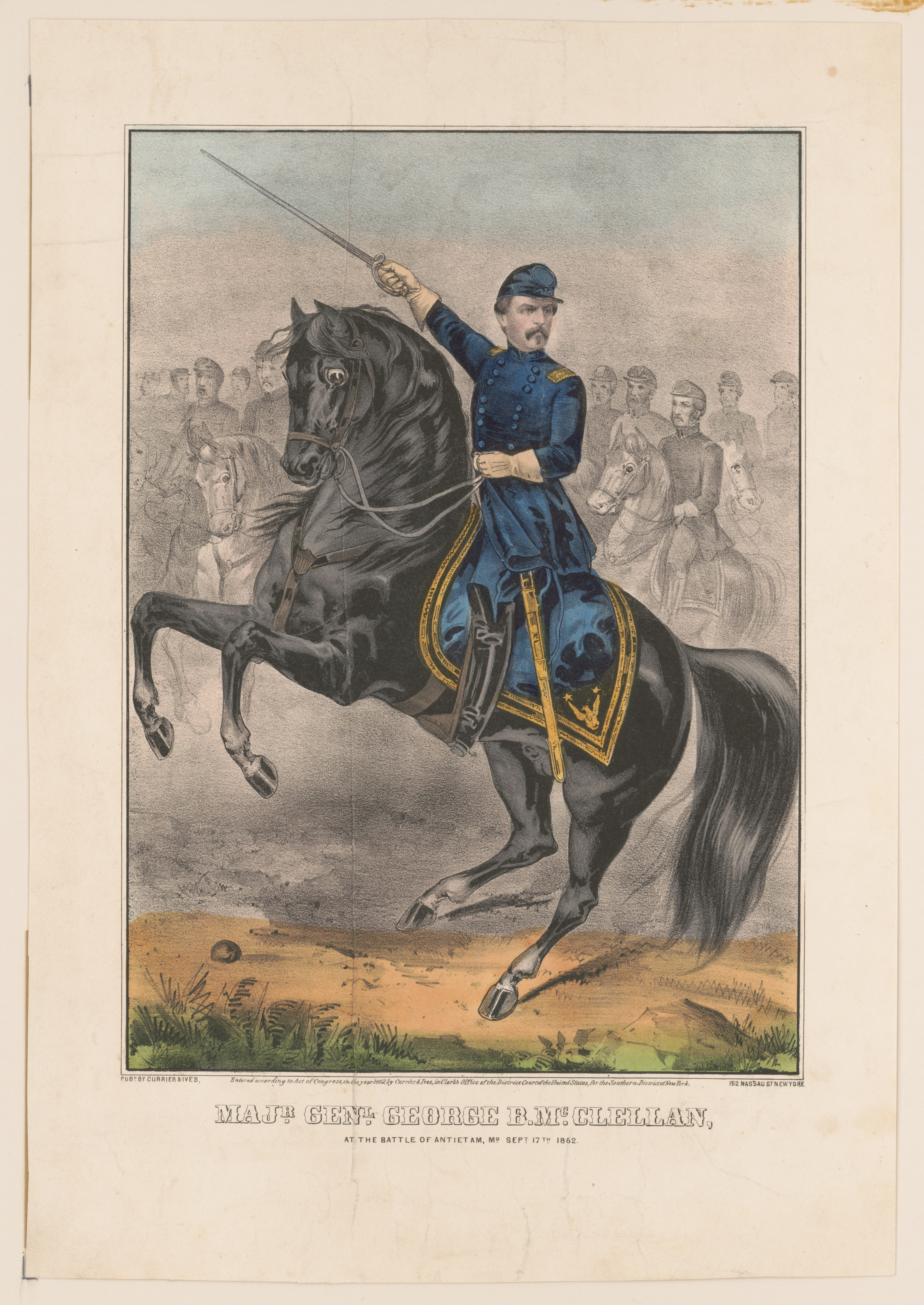
Lithographie représentant McClellan durant la bataille d'Antietam.

Le New York Evening Post fait remarquer dans la nécrologie de McClellan que « Il n'est probablement aucun soldat qui se soit aussi peu battu et dont les qualités de commandant n'ait fait l'objet d'autant de minutieuses et, nous pouvons ajouter, féroces contestations ». Cette virulente discussion a continué pendant plus d'un siècle. McClellan est généralement classé parmi les plus mauvais généraux de la guerre de Sécession. Toutefois, le débat sur la compétence et les talents de McClellan demeure l'objet de nombreuses controverses parmi les historiens de la guerre de Sécession et militaires.
Il est universellement salué pour ses capacités d'organisation et pour ses très bonnes relations avec ses troupes. Ses troupes l'appelaient affectueusement « Little Mac », d'autres parfois l'appelaient le « Jeune Napoléon » (en anglais « Young Napoleon »). Il est suggéré que sa réticence à entrer dans la bataille est causée en partie par un désir intense d'éviter de répandre le sang de ses hommes. Ironiquement, cela a conduit à ne prendre aucune initiative contre l'ennemi et donc passer à côté de grandes opportunités de victoires décisives, ce qui aurait permis de terminer la guerre bien avant, et ainsi d'épargner la vie de dizaines de milliers de soldats morts au cours des batailles ultérieures. Les généraux qui furent couronnés de succès durant la guerre, comme Lee et Grant, étaient plus agressifs et disposés à exposer leurs troupes aux aléas d'une bataille cruciale, même si tous les préparatifs n'en avaient pas été achevés. Un historien militaire résume ainsi McClellan comme « très compétent mais maladivement pusillanime, ».
McClellan résume ainsi, dans ses Mémoires, sa tendance à la prudence :

« J'ai toujours été convaincu que la véritable manière de conduire les opérations consiste à ne faire aucun mouvement jusqu'à ce que les préparatifs soient aussi complets que les circonstances le permettent et de ne jamais s'engager dans une bataille sans avoir un objectif précis qui compense les pertes probables,. »

La réticence de McClellan à attaquer l'ennemi n'est probablement pas une question de courage personnel, puisqu'il a prouvé sa bravoure durant les combats de la guerre américano-mexicaine. Stephen Sears écrit :

« Nous disposons de preuves abondantes qui montrent que le stress terrible d'envoyer des hommes à la bataille, et particulièrement les hommes bien-aimés de sa bien-aimée Armée du Potomac, a mis son courage moral en lambeaux. Sous la pression de son ultime responsabilité de soldat, sa volonté de commander l'a abandonné. Glendale et Malvern Hill l'ont surpris au maximum de son angoisse pendant la bataille des Sept jours et il s'est enfui de ces champs de bataille pour échapper à ses responsabilités. À Antietam, où il n'avait aucune possibilité de fuite, il est tombé dans une paralysie d'indécision. Avec le recul de l"histoire, le général McClellan était à l'aise et couronné de succès lorsqu'il exécutait les ordres et, également, avec un succès moindre, comme stratège en chef ; mais il n'était tout simplement pas fait pour le métier de commandant sur un champ de bataille,. »

Karl Marx et Friedrich Engels, dans leurs écrits sur la guerre de Sécession, ont pour leur part ouvertement accusé McClellan de sympathie cachée pour la Confédération, son apparente incompétence n'étant qu'une forme passive de trahison ayant justifié sa mise à l'écart. Son héritage défie donc les jugements hâtifs. Après la guerre, Ulysses S. Grant, invité à évaluer McClellan comme général, répondit : « McClellan est, pour moi, un des mystères de la guerre » ,. De son côté, le presque légendaire général Robert E. Lee, son principal adversaire, a admis le considérer comme le meilleur général nordiste « à tous points de vue ».
McClellan a lui-même contribué, en publiant ses mémoires, aux polémiques qui l'entourent. L'historien Allan Nevins a ainsi pu écrire : « ceux qui étudient l'histoire seront éternellement reconnaissants à McClellan d'avoir lui-même révélé ses faiblesses dans ce livre posthume. ». Doris Kearns Goodwin estime qu'une analyse de sa correspondance privée pendant la guerre révèle une tendance à la mégalomanie et une autosatisfaction débridée. McClellan avait terminé une première version de ses mémoires en 1881, mais le seul exemplaire existant fut détruit par le feu ; il en rédigea donc une nouvelle version qui fut publiée après sa mort, en 1887, sous le titre de McClellan's Own Story (Histoire de McClellan par lui-même). Cette version étant inachevée, son exécuteur littéraire, William C. Prime, qui publiait, à New York, le Journal of Commerce favorable à McClellan, la compléta en y ajoutant des extraits de 250 lettres écrites par McClellan à sa femme pendant la guerre, lettres dans lesquelles il avait pris l'habitude de dévoiler ses états d'âme et ses opinions sans aucun travestissement.
Si la réputation de McClellan a souffert, il existe cependant une école historiographique qui considère que ce discrédit a été exagéré, principalement sur quatre points. Tout d'abord, les défenseurs de McClellan mettent en avant qu'il était un Démocrate conservateur, doté d'un réel charisme, et que ses initiatives militaires auraient été délibérément sabotées par les Républicains radicaux, par crainte de son potentiel politique. Deuxièmement, ils mettent en avant le fait que les mêmes Républicains radicaux, sortis vainqueurs de la guerre, étaient en situation d'en écrire l'histoire et de placer McClellan, leur rival politique de l'époque, sous le pire des éclairages. Troisièmement, ils estiment que les historiens de la guerre de Sécession, rivalisant de zèle pour bâtir le mythe posthume de Lincoln, auraient été amenés à attribuer les échecs militaires du début de la guerre à McClellan, alors que la responsabilité aurait dû en être partagée entre Lincoln et son ministre de la Guerre, Edwin M. Stanton. Enfin, selon eux, Lincoln et Stanton auraient constamment œuvré à affaiblir McClellan, en raison de son attitude conciliante envers le Sud, qui aurait subi une défaite moins écrasante si la campagne de la Péninsule avait abouti à la chute de Richmond. Les tenants de ces thèses estiment que McClellan est mis en cause en raison de sa personnalité, considérée comme cassante, bien plus que pour ses performances réelles sur le champ de bataille.
On peut également expliquer la passivité de McClellan après Antietam par le fait que son armée était affamée, mal équipée, et fatiguée surtout après une telle bataille.

## Héritage

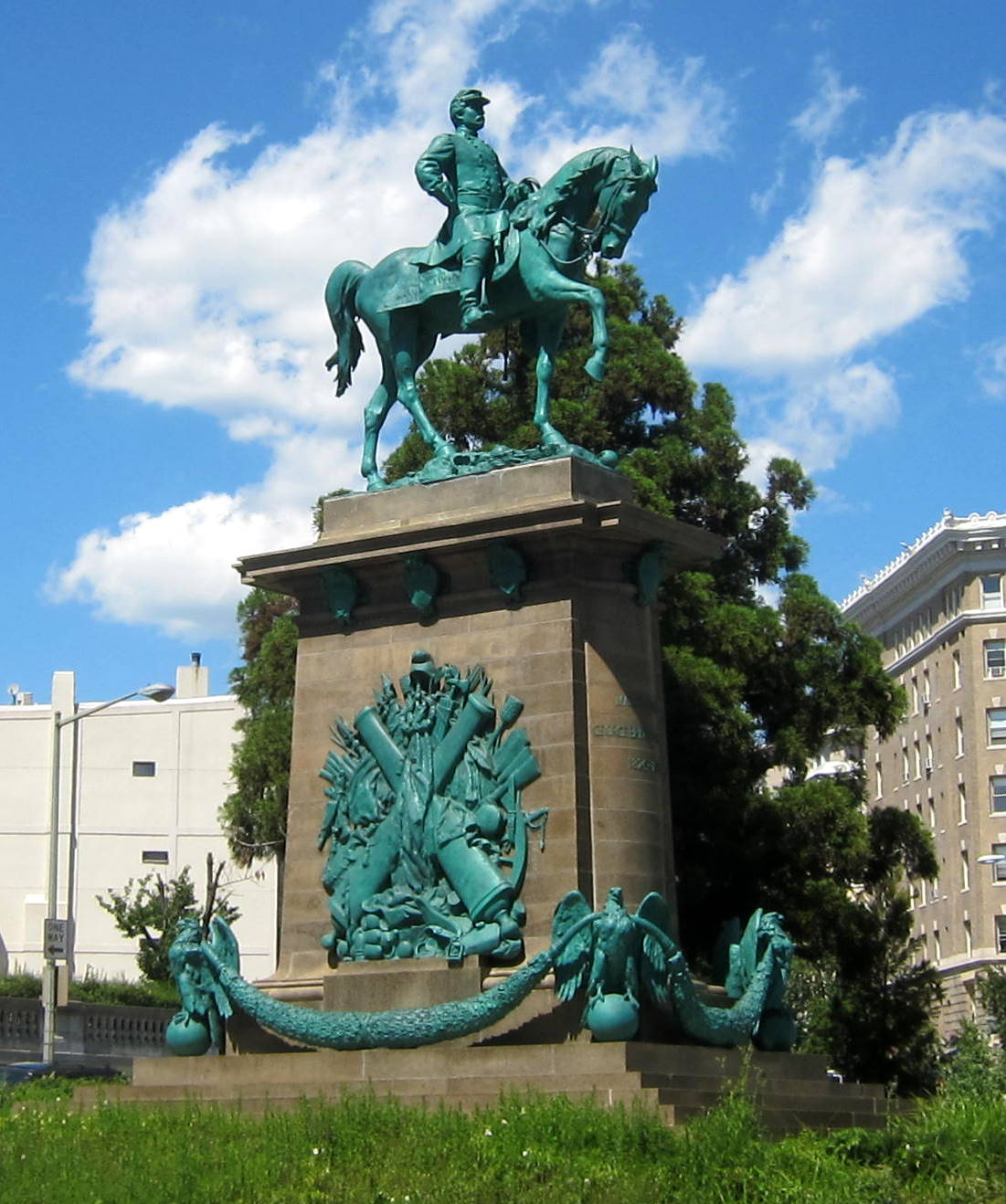
Mémorial en hommage à McClellan sur la Connecticut Avenue, à Washington, DC.

Plusieurs repères géographiques et institutions ont été nommés en hommage à George B. McClellan. Ainsi, il existe le Fort McClellan en Alabama, la McClellan Butte dans la forêt nationale du Mont Baker-Snoqualmie, où il fit un voyage en 1853, lorsqu'il dirigea une étude sur la Pacific Railroad, la McClellan Street à North Bend, la McClellan Street à Philadelphie, la McClellan Road à Cupertino en Californie, la McClellan Elementary School à Chicago, et une statue équestre de bronze en l'honneur de McClellan à Washington. Il existe une autre statue équestre en son honneur face au Philadelphia City Hall et une autre au mémorial Smith, à la jonction de South Concourse Drive et Lansdowne Drive à Philadelphie, réalisée par d'Edward Clark Potter (en) (au sommet de la jetée sud).

## Écrits
- The Mexican War Diary of George B. McClellan (William Starr Myers, editor), publié à titre posthume, 1917.
- Bayonet Exercise, or School of the Infantry Soldier, in the Use of the Musket in Hand-To-Hand Conflicts (traduit d'un manuel écrit en français par Gomard), 1852. Publié en tant que Manual of Bayonet Exercise: Prepared for the Use of the Army of United States, 1862.
- The Report of Captain George B. McClellan, One of the Officers Sent to the Seat of War in Europe, in 1855 and 1856, 1857. Publié en tant que The Armies of Europe, 1861.
- European Cavalry, Including Details of the Organization of the Cavalry Service Among the Principal Nations of Europe, 1861.
- Regulations and Instructions for the Field Service of the United States Cavalry in Time of War, 1861. Publié en tant que Regulations for the Field Service of Cavalry in Time of War, 1862.
- McClellan's Own Story (William C. Prime, editor), 1887.

### Traductions de
1. ↑  (en) « If General McClellan does not want to use the army, I would like to borrow it for a time. »
2. ↑  (en) « I confess to a prejudice in favor of my own race, & can't learn to like the odor of either Billy goats or niggers »
3. ↑  (en) « I will, if successful, throw my sword onto the scale to force an improvement in the condition of those poor blacks »
4. ↑  (en) « essentially sound »
5. ↑  (en) « to secure the failure of the approaching campaign »
6. ↑  (en) « It has always been my opinion that the true course in conducting military operations, is to make no movement until the preparations are as complete as circumstances permit, & never to fight a battle without some definite object worth the probable loss »
7. ↑  (en) « There is indeed ample evidence that the terrible stresses of commanding men in battle, especially the beloved men of his beloved Army of the Potomac, left his moral courage in tatters. Under the pressure of his ultimate soldier's responsibility, the will to command deserted him. Glendale and Malvern Hill found him at the peak of his anguish during the Seven Days, and he fled those fields to escape the responsibility. At Antietam, where there was nowhere for him to flee to, he fell into a paralysis of indecision. Seen from a longer perspective, General McClellan could be both comfortable and successful performing as executive officer, and also, if somewhat less successfully, as grand strategist; as battlefield commander, however, he was simply in the wrong profession »
8. ↑  (en) « McClellan is to me one of the mysteries of the war. »